# Underneath Your Clothes
Underneath Your Clothes ist eine Pop-Ballade der kolumbianischen Popsängerin Shakira aus dem Jahr 2001. Sie wurde als zweite englischsprachige Single aus ihrem Album Laundry Service im April 2002 veröffentlicht.

## Entstehung
Nach der Veröffentlichung ihres ersten Livealbums MTV Unplugged: Shakira, mit dem sie ihren ersten Grammy Award gewann, hatte Shakira den Wunsch, durch englischsprachige Lieder auch in den Vereinigten Staaten und im Rest der Welt bekannt zu werden. Mit Hilfe eines Privatlehrers lernte sie Englisch, sie begab sich ebenfalls für zwei Jahre auf eine Farm in Uruguay um das Schreiben und Aufnehmen in Englisch zu lernen. Nach Studium der Songtexte von Bob Dylan und der Poesie von Walt Whitman begann Shakira, eigene englischsprachige Lieder „mit einem Wörterbuch in der einen und einem Thesaurus in der anderen Hand“ zu schreiben. Während der Arbeiten an ihrem Studioalbum Laundry Service schrieb Shakira den Text zu Underneath Your Clothes als Liebeslied für ihren damaligen Freund.
Die Erstveröffentlichung von Underneath Your Clothes erfolgte am 13. November 2001 als Teil von Laundry Service bei Epic Records, dem fünften Studioalbum von Shakira. Am 11. Februar 2002 erschien das Lied zunächst als Airplay, bevor es am 30. April 2002 als Single ausgekoppelt wurde. Auf dem zweiten Livealbum der Sängerin, Live & Off the Record, ist eine Akustikversion des Liedes enthalten, die Shakira im April 2003 bei einem Auftritt in Rotterdam im Rahmen ihrer Tour of the Mongoose aufnahm.

## Musikalisches und Inhalt
Underneath Your Clothes wurde von Shakira geschrieben und von ihr und der US-amerikanischen Musikproduzentin Lester Mendez produziert. Den Begleitgesang übernehmen Rita Quintero und ebenfalls Shakira. Der im Viervierteltakt und in As-Dur komponierte Song hat ein Tempo von 88 Schlägen pro Minute. Shakiras Stimmumfang reicht im Song von A♭3 bis C5. Das Intro des Liedes folgt der Progression A♭–D♭–A♭–D♭-Fm, während die Strophen die Progression Cm-D♭–E♭sus–E♭ besitzen.
Underneath Your Clothes wurde in den Musikstudios The Hit Factory in Miami und in den Compass Point Studios auf den Bahamas aufgenommen, die Abmischung fand in den Crescent Moon Studios in Miami statt. Das Lied beschreibt die Geschichte einer uneingeschränkten Liebe, die eine Frau für ihren Freund empfindet.

## Musikvideo
Beim Musikvideo zu Underneath Your Clothes führte der amerikanische Fotograf Herb Ritts Regie. Das Video beginnt mit einer Schwarz-Weiß-Szene, in der ein Reporter Shakira auf Englisch fragt, wie sie sich nach dem Einstieg in den englischsprachigen Musikmarkt fühle. Shakira antwortet ihm auf Spanisch. Als er fragt, ob sie die Antwort auch in Englisch gibt, startet die nächste Szene. Shakira erklärte in MTV Making the Video, sie habe gewollt, dass es im Musikvideo eine Anspielung auf ihren Umstieg auf englischsprachige Musik gebe.
Im Musikvideo spielt ihr damaliger Freund Antonio de la Rúa mit, der Sohn des ehemaligen argentinischen Präsidenten Fernando de la Rúa. Dieser wurde von vielen Landsleuten als Schuldiger für die Argentinien-Krise ausgemacht. Auf Grund dessen, dass der Sohn des Präsidenten in dem Video von Shakira mitspielte, veranlasste Tower Records Argentinia, alle CDs von Shakira aus dem Handel zu nehmen.

## Titellisten der Singles
CD-Single
1. Underneath Your Clothes (Albumversion) – 3:44
2. Underneath Your Clothes (Akustikversion) – 3:55

CD-Maxi
1. Underneath Your Clothes (Albumversion) – 3:44
2. Underneath Your Clothes (Akustikversion) – 3:55
3. Underneath Your Clothes (Mendez Club Radio Edit) – 3:24
4. Underneath Your Clothes (Thunderpuss Club mix) – 6:52
5. Underneath Your Clothes (Video) – 3:44

## Rezeption
Underneath Your Clothes erhielt gemischte Kritiken. Armin Linder von Plattentests.de bewertet das Lied im Rahmen der Albumrezension zu Laundry Service positiv und schrieb: „Und auch wenn sie es nur selten schafft, ihre Vorzüge in originelle Songs zu kanalisieren, kann sich niemand entziehen, wenn sie in Songs wie "Underneath your clothes" mit ihrer Röhre Purzelbäume schlägt und einem an die Wäsche will“. Chuck Taylor von dem Magazin Billboard bezeichnete das Lied als „eine nachdenklich stimmende Ballade, die einen neuartigen Weg findet, eine Nachricht aus Liebe und Hingabe zu übermitteln“. Matt Cibula vom Online-Magazin PopMatters fand das Album von Shakira „zu glatt und zu poppig“. Im Speziellen zu Underneath Your Clothes ergänzte der Kritiker, dass „es [das Lied] hätte eine großartige Kleinigkeit [Little Thing] werden können: einfach, elegant, leicht. Aber nun ist es ein verdammtes Fiasko“. Das Stück wurde vom Blender Magazin auf Platz 391 der Liste The 500 Greatest Songs Since You Were Born gesetzt.

## Kommerzieller Erfolg

### Chartplatzierungen
Underneath Your Clothes erreichte weltweit hohe Chartplatzierungen. In den Billboard Hot 100 debütierte das Lied am 16. März 2002 auf Platz 70. Zwei Monate erreichte der Song mit Platz 9 erstmals die Top 10, was gleichzeitig seine höchste Platzierung in diesen Charts war. Insgesamt verbrachte er 20 Wochen in den Hot 100. Der Song wird von Billboard auf Platz 5 der Liste der erfolgreichsten Lieder von Shakira in den Billboard Hot 100 geführt. In den britischen Singlecharts stieg Shakira mit ihrem Lied am 8. Juni 2002 auf Platz 95 ein und konnte sich zunächst fünf Wochen in den unteren Chartregionen halten. Am 3. August 2002 erfolgte der Wiedereinstieg auf Platz 3, gleichzeitig die Höchstposition für Underneath Your Clothes im Vereinigten Königreich. Das Lied konnte sich noch weitere zwei Wochen in den Top 10 halten, die letzte Chartnotierung stammt vom 9. November 2002. Für über 200.000 verkaufter Exemplare der Single wurde Shakira von der British Phonographic Industry mit einer Silbernen Schallplatte ausgezeichnet.
Das Stück stieg am 24. Juni 2002 in den deutschen Singlecharts auf Platz zwei ein und blieb dort sieben Wochen. Es verbrachte insgesamt elf Wochen in den Top 10 und 20 Wochen in den Top 100 in Deutschland. Für über 250.000 verkaufter Exemplare erhielt die Single vom Bundesverband Musikindustrie eine Goldene Schallplatte. Eine Nummer-eins-Platzierung gelang dem Lied in den Ö3 Austria Top 40 und blieb dort 34 Wochen in den Charts. Hier wurde die Single mit Platin ausgezeichnet. In der Schweizer Hitparade konnte mit Platz 2 ebenfalls eine Top-10-Platzierung erreicht werden. Auch hier erhielt Underneath Your Clothes eine Platin-Schallplatte.
Weitere Nummer-eins-Platzierungen gelangen dem Stück in Australien und Belgien (Flandern). Top-10-Platzierungen erreichte das Lied zusätzlich in Belgien (Wallonien Platz 7), Dänemark (Platz 4), Finnland (Platz 8), Frankreich (Platz 2), Italien (Platz 3), den Niederlanden (Platz 2), Neuseeland (Platz 2), Norwegen (Platz 2) und Schweden (Platz 3).
| ChartsChartplatzierungen       | Höchstplatzierung | Wochen |
| ------------------------------ | ----------------- | ------ |
| Deutschland (GfK)              | 2 (20 Wo.)        | 20     |
| Österreich (Ö3)                | 1 (34 Wo.)        | 34     |
| Schweiz (IFPI)                 | 2 (31 Wo.)        | 31     |
| Vereinigte Staaten (Billboard) | 9 (20 Wo.)        | 20     |
| Vereinigtes Königreich (OCC)   | 3 (20 Wo.)        | 20     |

| ChartsJahrescharts (2002)      | Platzierung |
| ------------------------------ | ----------- |
| Deutschland (GfK)              | 8           |
| Österreich (Ö3)                | 7           |
| Schweiz (IFPI)                 | 4           |
| Vereinigte Staaten (Billboard) | 66          |

### Auszeichnungen für Musikverkäufe
Underneath Your Clothes wurde weltweit mit 6× Gold und 7× Platin ausgezeichnet.
| Land/Region                  | Auszeichnungen für Musikverkäufe (Land/Region, Auszeichnung, Verkäufe) | Verkäufe  |
| ---------------------------- | ---------------------------------------------------------------------- | --------- |
| Australien (ARIA)            | 2× Platin                                                              | 140.000   |
| Belgien (BRMA)               | Platin                                                                 | 50.000    |
| Deutschland (BVMI)           | Gold                                                                   | 250.000   |
| Frankreich (SNEP)            | Gold                                                                   | 250.000   |
| Kanada (MC)                  | Gold                                                                   | 40.000    |
| Mexiko (AMPROFON)            | 2× Platin                                                              | 120.000   |
| Neuseeland (RMNZ)            | Gold                                                                   | 5.000     |
| Österreich (IFPI)            | Platin                                                                 | 30.000    |
| Schweiz (IFPI)               | Platin                                                                 | 40.000    |
| Vereinigte Staaten (RIAA)    | Gold                                                                   | 500.000   |
| Vereinigtes Königreich (BPI) | Gold                                                                   | 400.000   |
| Insgesamt                    | 6× Gold · 7× Platin ·                                                  | 1.825.000 |

Hauptartikel: Shakira/Auszeichnungen für Musikverkäufe